# بیسو تی۳
بیسو تی۳ (انگلیسی: Bisu T3) یک کراس‌اوور کامپکت کوچک است که توسط شرکت بیسو تولید شده‌است. بیسو یک برند زیرمجموعه از شرکت چونگینگ بیسو، که زیرمجموعه جوینت ونچر Beiqi Yinxiang، یک سرمایه‌گذاری مشترک بین گروه خودروسازی پکن و گروه یینشیانگ است.

## بررسی

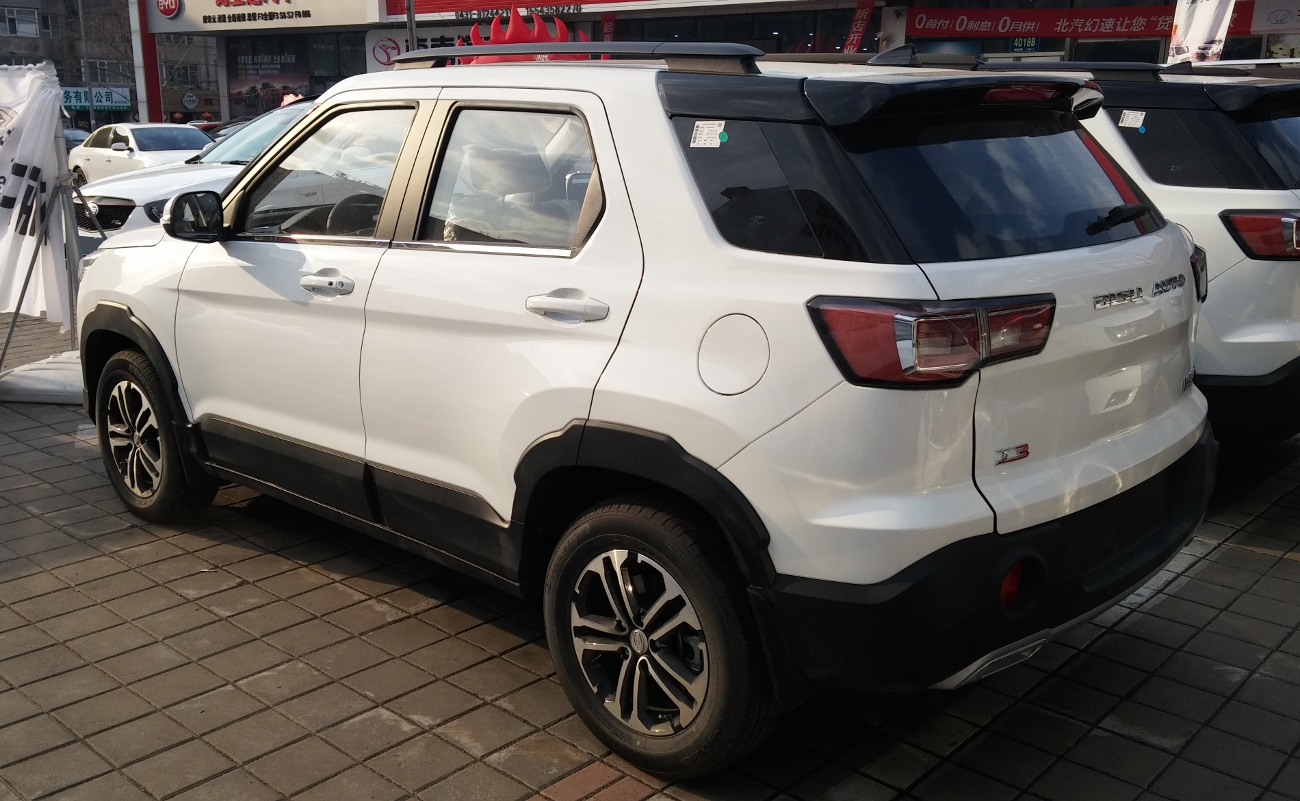
ییسو تی۳، نمای عقب

تی۳ با قیمتی از ۷۴٬۹۰۰ یوان تا ۸۹٬۹۰۰ یوان، در بازار خودرو چین و در سه‌ماهه اول سال ۲۰۱۷ به‌طور رسمی تولید و عرضه شد. تی۳ قبلاً با نام اس۲۵ و در طول فاز توسعه شناخته می‌شد. پلت فرم این خودرو با کراس اوورهای یینشیانگ هوانسو اس۲ و هوانسو اس۳ مشترک است.
این خودرو در ایران، توسط شرکت سیف خودرو عرضه می‌شد.

## امکانات
تجهیزات فول‌ترین نسخه تی۳ تقریباً با برادر بزرگترش بیسو تی۵ یکسان است؛ اما در کل تی۳ نسبت به تی۵ از تجهیزات کمتری بهره می‌برد.
- کروز کنترل
- کمکی شروع حرکت در سربالایی (HSA)
- حسگر فشار باد تایرها (TPMS)
- حسگر جلو و عقب
- چراغ هالوژن جلو / مه‌شکن جلو و عقب / دی‌لایت
- آینه‌های تاشو برقی با گرمکن
- سانروف پانوراما
- صندلی ۶ حالته برقی راننده
- صندلی ۴ حالته دستی سرنشین جلو
- تهویه اتومات
- ورود بدون کلید / استارت دکمه‌ای
- شش کیسه هوا
- دوربین عقب
- نمایشگر ۹ اینچی لمسی